# Povijest Hrvata (Meštrović)
Skulptura Povijest Hrvata (1932.), djelo je hrvatskoga kipara Ivana Meštrovića. Djelo je jedna od najpoznatijih njegovih skulptura.

## Povijest Hrvata
Skulpturu Povijest Hrvata Ivan Meštrović izradio je 1932. godine, namijenivši je novoj zgradi Starohrvatskog muzeja u Kninu, na tvrđavi, za koju su projekte načinili, 1931. godine, Meštrović, slikar Jozo Kljaković i arhitekt Drago Ibler.
»Sjedeći lik žene odjeven je u stiliziranu narodnu nošnju koja potječe iz Dalmatinske zagore, a pretpostavlja se da njezine portretne karakteristike pripadaju umjetnikovoj majci. Ženski lik u krilu drži masivnu kamenu ploču na kojoj je u glagoljici ispisan naziv djela i utjelovljuje prikaz brižne majke i čuvarice nacionalne baštine i povijesti.«
Godine 1934. Povijest Hrvata su po Meštrovićevu sadrenome modelu, u njegovu splitskome atelijeru, u mramoru isklesali kipari Grga Antunac i Dujam Penić, a kamen je prethodno pripremio za rad klesar P. Štambuk. Iste godine mramorna Povijest Hrvata postavljena je u parkovni paviljon kraljevskoga dvora na Dedinju u Beogradu, gdje se i danas nalazi. ↓2 Skulptura je predstavljena javnosti na izložbi Pola vijeka hrvatske umjetnosti u Zagrebu 1938. – 1939., koju je povodom šezdesete obljetnice svoga osnutka organiziralo Hrvatsko društvo umjetnosti. Godine 1970. prigodom tristote obljetnice osnutka Sveučilišta u Zagrebu ispred Rektorata postavljen je brončani odljev Povijesti Hrvata. Godine 1978. sadreni model prenesen je iz Gliptoteke HAZU u prostor Muzeja hrvatskih arheoloških spomenika u Splitu. Godine 1984. u Akademiji likovnih umjetnosti u Zagrebu napravljen je brončani odljev Povijesti Hrvata koji je Hrvatska matica iseljenika darovala Hrvatskoj bratskoj zajednici na obljetnicu osnutka, a nalazi se u domu Hrvatske bratske zajednice, u njezinome glavnome uredu, u Pittsburghu. Iste godine još jedan brončani odljev skulpture izliven je za Atelijer Meštrović u Zagrebu.

## Motiv
- Zajedno s likom Ivana Meštrovića na poštanskoj marki izdatoj 17. prosinca 2008. godine, u seriji Znameniti Hrvati, a povodom 125. obljetnice rođenja Ivana Meštrovića, nalazi se i Povijest Hrvata.[7]
- Povijest Hrvata nalazi se na prvoj stranici hrvatske biometrijske putovnice.[3]
- Motiv Povijest Hrvata uzet je za naslovnice mnogih hrvatskih povijesnih knjiga.